# Pastel
Pastel je bijela kreda pomiješana s bojom u prahu. Postoje razne vrste pastela, npr. voštani ili uljni pastel, ali samo suhi pastel je pastel u pravom smislu riječi. Obično se oblikuje u štapiće. Njihov se suhi trag može razmazati prstima, trljačima od papira ili nekim drugim sredstvom. Profesionalni pastelisti uobičajeno nanese pastel naknadno, kao prašina.
Kao slikarska tehnika pastel se izvodi suhom bojom u obliku štapića obično na papiru posebno fine vlaknaste strukture koja odlično prihvaća fini obojeni pastel prah.
Pastelom se nazivaju i slike naslikane tom slikarskom tehnikom. Njihova je glavna osobina suhoća. Neki smatraju kako je površina modernog pastela slična površini enkaustike. 

## Povijest
U crtačkom smislu začetnikom ove profinjene tehnike smatra se francusko-nizozemski slikar Jean Clouet (1485-1540), dvorski slikar francuskog kralja Franje I.Po nekim drugim izvorima prvi ga spominje Leonardo da Vinci oko 1495. Kao initimna tehnika pastel tek od 18. stoljeća postaje samosvojni način slikarskog izražavanja, da bi punu afirmaciju dostigao kroz djela Eduarda Moneta, Toulusea-Lautreca, npr u 19 stoljeću i njegovu prijelazu u 20 stoljeće, u kojem se održao kao veoma rafinirani oblik likovnog izražavanja. Ostali značajni pastelisti su: Edgar Degas (koji je pastel počeo koristiti tek kad mu se vid počeo oslabjeti), Quentin de la Tour, Pablo Picasso, Edouard Manet, Odilon Redon, Rosalba Carriera i drugi.
Praoblike pastela treba tražiti u prethistorijskim crtežima lovca-slikara pomoću prirodne krede, tj. njenim grumenjem na stijenama špilje.

## Vanjske poveznice
- Art du Pastel en France
- Pastel society of eastern Canada
- Pastel society of America
- Dictionary of pastellists before 1800